# Fantic Motor Caballero (2006)
Caballero è un famoso modello di motociclo da regolarità prodotto dalla Fantic Motor.

## Nome riciclato
Questo nome era stato già utilizzato anni prima per un precedente modello di ciclomotore da fuoristrada della Fantic Motor.
La produzione di questo nuovo modello con lo stesso nome, ma che con l'antenato non ha nessun punto di contatto, è ricominciata nel 2006, dopo il fallimento della casa produttrice nel 1995 e il suo riacquisto da parte di un industriale trevigiano.

## Modelli prodotti
Oggi comprende diversi modelli in listino.

### Mini
Prodotto dal 2006 al 2011 con motore Minarelli nelle versioni:
- 50
- 65
- 85

Mezzi per essere usati esclusivamente in pista, con misure ridotte per l'uso di piloti giovani (da 11 a 14 anni), differendo dalla versione stradale "50 competizione" per le ruote più piccole, rispettivamente anteriore da 19 e posteriore da 16.

### 50
Prodotto dal 2006 al 2016, con motore Minarelli (provviste di miscelatore e contralbero) e munite di accensione a fasatura variabile, nelle versioni:
- Caballero Regolarità
- Caballero Motard

Mentre viene prodotta con motorizzazione Minarelli-Fantic nelle versioni:
- Caballero Regolarità Competizione
- Caballero Competizione Motard (dal 2012)
- Caballero Regolarità Scuderia (dal 2012, equivalente del Competizione Racing)
- Caballero Regolarità Competizione Racing (fino al 2011)

I quali sono sprovvisti di contralbero e miscelatore, mentre sono dotate di un sistema d'accensione digitale a doppia mappatura, la versione scuderia si distingue dalla competizione per il carburatore Mikuni TM 24 al posto del Dell'Orto PHBG Racing 26 e l'espansione diversa.
Durante la produzione il 50 ha avuto diversi cambiamenti,
Nel 2008 si ha un nuovo telaio, un nuovo scarico, forcella rovesciata e carenature ridisegnate più squadrate.
Nel 2012 il telaio è stato nuovamente alleggerito e rinforzato, sono stati introdotti i mono-ammortizzatori a gas in tutte le moto ed è stato cambiato lo scarico, inoltre con la versione Scuderia e Six Days si ha l'introduzione della valvola allo scarico pneumatica.

### 125 4t
Presentato ad EICMA 2006 e prodotto dal 2007 con motore 'Minarelli' a quattro tempi.
Prodotta nelle versioni:
- Caballero Competizione Motard (4 valvole) (dal 2012)
- Caballero Regolarità Competizione Racing (4 valvole) (fino al 2011)
- Caballero Regolarità Competizione (4 valvole)
- Caballero Regolarità (2 o 4 valvole)
- Caballero Motard (2 o 4 valvole)

L'intera gamma 125 4t veniva prodotta in due versioni:
- Aria, motore a due valvole, alimentato con un MIKUNI 21, ha solo 5 marce e adotta il doppio avviamento elettrico e a pedale (prodotta fino al 2011).
- Liquido, motore a quattro valvole, alimentato con un Kehin Cvk30 a valvola piatta e non adotta l'avviamento a pedale.

Inoltre le forcelle rovesciate sono della Marzocchi, nella misura di 40 mm per tutti i modelli ad eccezione del 'Caballero Regolarità competizione racing' che adotta il modello da 45 mm, con corsa maggiorata a 300 mm, invece che dei 285 mm.

### 125 2t
Prodotto dal 2011 con motore a due tempi di origine GasGas.
Prodotta nelle versioni:
- Caballero Regolarità Competizione (solo nel 2011)
- Caballero Regolarità Scuderia
- Caballero Cross Scuderia (dal 2012)
- Caballero Motard

Tutte le moto 2t dal 125 cm³ e con cilindro maggiore adotteranno una Marmitta ad espansione Big One Artigianale e un monoammortizzatore a gas Ohlins.

### 200 4t
Prodotto dal 2009 al 2016 con le seguenti versioni:
- Caballero Regolarità (fino al 2011)
- Caballero Motard (fino al 2011)
- Caballero Regolarità Competizione (dal 2012)
- Caballero Competizione Motard (dal 2012)

### 250 4t
Prodotta dal 2012 al 2016:
- Caballero Regolarità Scuderia, che nel 2013 divenne "Regolarità Competizione Scuderia"
- Caballero Six Days (solo nel 2014)

Il 250 4t è la prima moto 4t targata fantic ad adottare una marmitta Big One invece della classica Zard.
Essa inoltre differisce dai soliti 4t nella forma del telaio, uguale come design e resistenza a quella dei 2t.

### 250 2t
Prodotta dal 2011 presente in un'unica versione:
- Caballero Regolarità Scuderia[5]

### 300 2t
Prodotta dal 2011 al 2014 con motore di origine GasGas, presente in un'unica versione:
- Caballero Regolarità Scuderia